# Peter Strauch
Peter Strauch (* 10. Januar 1943 in Wetter an der Ruhr) ist ein deutscher Theologe des Bundes Freier evangelischer Gemeinden, Buchautor und Liedermacher populärer christlicher Musik. Er war 1973 bis 1983 Leiter der Bundesjugendarbeit seiner Freikirche, 1983 bis 1991 deren Bundespfleger und 1991 bis 2008 ihr Präses. Strauch war Mitglied in internationalen und nationalen evangelikalen Gremien; von 1986 bis 2006 war er im Hauptvorstand der Deutschen Evangelischen Allianz und hatte von 2000 bis 2006 das Amt ihres ersten Vorsitzenden inne.

## Leben
Peter Strauch kam als ältestes von insgesamt vier Kindern des LKW-Fahrers Karl Strauch und dessen Ehefrau Ruth, geborene Bühne, zur Welt. Die ersten fünf Lebensjahre wuchs er in Wuppertal-Cronenberg auf. Ab 1948 wohnte die sechsköpfige Familie in Wuppertal-Ronsdorf. Sie gehörten zur dortigen Freien evangelischen Gemeinde. Bereits als Kind fand er nach eigenen Angaben zu einem persönlichen Glauben an Jesus Christus.
Nach der Schulzeit erlernte er zunächst den Beruf des Werkzeugmachers und studierte anschließend von 1962 bis 1966 Evangelische Theologie am freikirchlichen Theologischen Seminar Ewersbach. Seine entscheidende theologische Prägung erhielt er durch Fritz Laubach, der ihn auch in seine erste Pastorenstelle nach Hamburg vermittelte.
Von 1966 bis 1973 absolvierte Strauch seine Vikariatszeit und war anschließend Pastor der Freien evangelischen Gemeinde Hamburg-Sasel. Von 1973 bis 1983 war er auch Leiter der Bundesjugendarbeit des BFeG und von 1983 bis 1991 Bundespfleger seiner Freikirche. Nebenher arbeitete er in der kirchlichen Rundfunk- und Fernseharbeit und war von 1987 bis 1988 sechsmal Sprecher des Worts zum Sonntag.
Von 1991 bis 2008 übernahm er als Präses die bundesweite Leitung der Freien evangelischen Gemeinden, des Bundes Freier evangelischer Gemeinden. Zwischen 1994 und 1997 war er gleichzeitig Präsident der Vereinigung Evangelischer Freikirchen (VEF). Seine Amtszeit als Präses endete altershalber. Sein Vorgänger war Karl Heinz Knöppel (1973 bis 1991), sein Nachfolger Ansgar Hörsting, der vorher Leiter der Allianz-Mission gewesen war.
Strauch ist Kuratoriumsmitglied des dem CVJM nahestehenden evangelikalen Vereins ProChrist. Außerdem ist er Mitglied des Leitungskreises der Lausanner Bewegung und bekleidete von 2000 bis 2006 das Amt des ersten Vorsitzenden der Deutschen Evangelischen Allianz, dessen Hauptvorstand er bereits seit 1986 angehörte. Am 1. Januar 2007 löste ihn Jürgen Werth als Vorsitzender ab.
Einem weiten Publikum ist Strauch durch seine Bücher – einige erreichten mehrere Auflagen – bekannt. Er beschäftigt sich in ihnen unter anderem mit aktuellen Themen wie Ehrlichkeit, Glaubwürdigkeit, Work-Life-Balance und Burn-out. Eine noch größere Bekanntheit erlangte er aufgrund seiner über 150 Lieder, die inzwischen zum festen Liedgut vieler freikirchlicher, evangelischer und auch katholischer Kirchengemeinden gehören.

## Privates
Seit 2008 lebt Strauch mit seiner Frau Edelgard im Ruhestand in Wetter an der Ruhr. Das Paar hat zwei Töchter.

## Ehrungen
Die Trinity Evangelical Divinity School in Deerfield (Illinois) zeichnete Peter Strauch am 12. Mai 2007 für seine Leistungen in leitenden Funktionen als Vorsitzender der deutschen Evangelischen Allianz und als Präses des Bundes Freier evangelischer Gemeinden mit der Ehrendoktorwürde Doctor of Divinity aus. Strauch war Initiator von Jugend- und Gemeindeentwicklungsprojekten und Brückenbauer zwischen Generationen, Frömmigkeitsstilen und unterschiedlichen Kirchentraditionen.
2015 erhielt er für sein theologisches und musikalisches Wirken den Neviandt-Preis.

## Werke

### Lieder
Strauchs zahlreiche Lieder fallen meist in die Kategorie Neues Geistliches Lied, jedoch manchmal auch Lobpreis und Anbetung. Zu den bekanntesten gehören:
- Meine Zeit steht in deinen Händen[10]
- Herr, wir bitten: Komm und segne uns[11]
- Die Gott lieben, werden sein wie die Sonne
- Jesus, wir sehen auf dich
- Herr, du gibst uns Hoffnung
- Kommt, atmet auf, ihr sollt leben[12]
- Herr, ich sehe deine Welt
- Jesus Christus starb für mich

Die beiden Bände des Liederbuchs Sag es allen in deiner Stadt, von den Brüdern Peter und Diethelm Strauch herausgegeben, waren wegweisend für die Entwicklung moderner christlicher Musik während der 1970er und 1980er Jahren in Deutschland und für die dieses Liedgut vorantreibende Jugendchorbewegung. Aber auch in weitverbreiteten Gemeindegesangbüchern wie Ich will dir danken! oder dem aktuellen Gesangbuch Feiern & Loben der FeG und BEFG in Deutschland gehören seine Lieder zum festen Bestandteil.

### Tributalben
Gerhard Schnitter spielte mit dem ERF Studiochor 1984 mit der Konzeptproduktion Entdeckungen bekannte Lieder von Peter Strauch ein. Auch das Konzeptalbum Der Himmel ist offen mit Weihnachtsliedern Strauchs produzierte Gerhard Schnitter, diesmal mit Time To Sing und diversen Solisten. Andere Musikproduzenten wie Hans-Werner Scharnowski oder Tom Keene veröffentlichten ebenfalls Alben, die dem kompositorischen Werk Strauchs gewidmet sind.
| Jahr | Titel                                                                 | Künstler                                            | Label          |
| ---- | --------------------------------------------------------------------- | --------------------------------------------------- | -------------- |
| 1984 | Entdeckungen Lieder von Peter Strauch                                 | Gerhard Schnitter mit dem ERF-Studiochor            | Hänssler Music |
| 1993 | Hoffnung Instrumentalbearbeitungen beliebter Lieder von Peter Strauch | Tom Keene                                           | Gerth Medien   |
| 1996 | P.S.: Lebenslieder                                                    | Hans-Werner Scharnowski mit Studiochor              | Kawohl Music   |
| 1997 | Der Himmel ist offen Weihnachtslieder von Peter Strauch               | Gerhard Schnitter mit Time to Sing                  | Hänssler Music |
| 2012 | Gott ist da 12 Klassiker von Peter Strauch                            | Sarah Kaiser; Dania König; Andreas Volz; Lars Peter | Hänssler Music |

### Bücher
- Licht leuchtet auf und durchflutet die Welt. Fotos und Texte für Meditation und Gebet, Kawohl Verlag, Wesel 1980, ISBN 978-3-88087-552-4.
- Wenn der Glaube auf der Strecke bleibt: Tips für kritische Zeiten, R. Brockhaus Verlag, 1987, ISBN 978-3-417-22029-2.
- Tausche Ängste gegen Hoffnung, Kawohl Verlag, Wesel 1996, ISBN 978-3-88087-007-9.
- Entdeckungen in der Einsamkeit, SCM R. Brockhaus, Wuppertal 1997, 12. Aufl. 2003, ISBN 978-3-417-20394-3.
- Typisch FeG: Freie evangelische Gemeinden unterwegs ins neue Jahrtausend, SCM Bundes-Verlag, Witten 1997, 7. Auflage 2014, ISBN 978-3-86258-029-3.
- Von der Sehnsucht, echt zu sein, SCM R. Brockhaus, Wuppertal 2002, ISBN 978-3-417-24435-9.
- Meine Zeit steht in deinen Händen, SCM R. Brockhaus, Wuppertal 2005, ISBN 978-3-417-24885-2.
- Wer bin ich, wenn mich keiner sieht?: Von der Sehnsucht, echt zu sein, SCM R. Brockhaus, Wuppertal 2006, 4. Auflage 2008, ISBN 978-3-417-24931-6.
- Lebensspuren – Texte aus vier Jahrzehnten, SCM R. Brockhaus, Wuppertal 2008, ISBN 978-3-417-26250-6.
- Echt: 52 Impulse für ein glaubwürdiges Christsein, Kawohl Verlag, Wesel 2010, ISBN 978-3-88087-774-0.
- Meine Zeit steht in deinen Händen: Biografie, SCM Hänssler, Holzgerlingen 2015, ISBN 978-3-7751-5608-0.

Musiknoten
- mit Diethelm Strauch: Sag es allen in deiner Stadt, Bd. 1, SCM-Hänssler, Holzgerlingen 1975, ISBN 978-3-7751-0326-8.
- mit Diethelm Strauch: Sag es allen in deiner Stadt, Bd. 2, SCM-Hänssler, Holzgerlingen 1979, ISBN 978-3-7751-0421-0.